# Kruipend stalkruid
Kruipend stalkruid (Ononis spinosa subsp. procurrens) is een ondersoort van de plantensoort Ononis spinosa. Kattendoorn (Ononis spinosa subsp. spinosa) wordt tot dezelfde soort gerekend.

## Determinatie
Kruipend stalkruid is een dwergstruik. Het is een behaarde plant van 40 tot 70 cm hoog. Ze hebben liggende stengels, die klierachtig behaard zijn en bezitten geen of weinig doorns. De plant komt voor op zandgrond, bijvoorbeeld in de duinen.
Het blad bestaat uit één tot drie deelblaadjes, die eirond, fijngetand en behaard zijn.
De plant bloeit staand in de bladoksels van juni tot september. De bloem van het kruipend stalkruid is roze en is 1,5 tot 2 cm lang. De stelen zijn kortbehaard en de vlag is toegespitst. De kelkbuis is sterk behaard en bezit vijf lange tanden. De plant draagt een peul die korter is dan de kelk.

## Ecologie
Kruipend stalkruid komt voor open, droge tot matig vochtige, oligotrofe tot mesotrofe, neutrale tot basische grond. De soort is een waardplant voor de microvlinders Agapeta hamana, Grapholita janthinana, Marasmarcha lunaedactyla en Nyctegretis lineana.

### Syntaxonomie
In de syntaxonomie staat kruipend stalkruid te boek als kensoort voor de fakkelgras-orde, een orde van plantengemeenschappen van droge graslanden op kalkrijke zeeduinen.